# 穂月想多
穂月 想多（ほづき そうた）は、日本の漫画家。
『月刊プリンセス』や『デジール』（いずれも秋田書店）に作品を多く掲載している。ふんわりとした絵柄の和やかな雰囲気とほんわかした物語は、読者に安らぎと癒しを与える。

## 単行本
- 人面君（秋田書店）
- 弱虫（秋田書店）
- よかおなご入門（秋田書店）
- 猫ろ日（秋田書店）

## 作品リスト
- 猫の実 （人面君に収録）
- お父さんはナメクジ大王 （弱虫日記に収録）
- 子守り怪獣こもりん
- OL貝子さん
- ぬるま湯家族風呂 （よかおなご入門に収録）
- よかおなご入門
- 猫ろ日
- セルライフ!〜私の中のイヤなあなた〜（月刊『まんがくらぶオリジナル』（竹書房）に3ヶ月置きに4回掲載）
- つまもの（月刊『まんがくらぶオリジナル』）